# Улица Архитектора Краснова
Улица им. Архитектора Н. П. Краснова — улица в историческом центре Ялты. Улица на этом месте — одна из старейших в городе. Проходит от набережной Ленина до Садовой улицы.

## История
Первые кирпичные дома на тогда безымянной улице появились ещё в середине XIX века.
В конце XIX — начале XX века — Аутская улица
В 1980-х годах улице было присвоено имя известного зодчего и архитектора Николая Краснова.
В 2005 году началось строительство спортивно-развлекательного комплекса с гостиницей, что символизирует процветание в городе «уплотнительной» застройки.
15 февраля 2013 года на улице открыт памятник в память жителей Ялты, отдавших жизнь при исполнении интернационального долга в Афганистане.

### Достопримечательности
д. 2 — Вилла «Елена»
- Клуб Артистов
- Галерея «Арт-Бульвар»
- Доходный дом

### Памятники
- Памятник Героям Афганистана[4]